# Neolophonotus munroi
Neolophonotus munroi är en tvåvingeart som beskrevs av Jason Gilbert Hayden Londt 1987. Neolophonotus munroi ingår i släktet Neolophonotus och familjen rovflugor. Inga underarter finns listade i Catalogue of Life.